# Ana Paula Caetano de Oliveira
Ana Paula Caetano de Oliveira (mariée Ana Braz da Silva, née le 8 août 1996 à Maringá) est une athlète brésilienne, spécialiste du saut en hauteur.

## Biographie
Le 29 mai 2015, elle remporte le titre junior des Championnats d'Amérique du Sud avec un record personnel à 1,86 m et conserve son titre acquis deux ans plus tôt à Resistencia.
Le 14 juin 2015, elle remporte le titre de championne d'Amérique du Sud à Lima (1,82 m), ce qui la qualifie pour les championnats du monde à Pékin auxquels elle ne participe pas.

### Vie privée
Elle partage depuis 2012 la vie du perchiste Thiago Braz da Silva, champion olympique de la discipline en 2016 à Rio de Janeiro. Ils se sont mariés le 14 décembre 2014.
Ils vivent au Brésil à São Caetano do Sul mais également à Formia en Italie où les deux athlètes s’entraînent sous la houlette du Russe Vitaliy Petrov.

## Palmarès
| Date | Compétition                            | Lieu        | Résultat | Marque |
| ---- | -------------------------------------- | ----------- | -------- | ------ |
| 2013 | Championnats du monde jeunesse         | Donetsk     | 5e       | 1,79 m |
| 2013 | Championnats d'Amérique du Sud juniors | Resistencia | 1re      | 1,79 m |
| 2014 | Championnats du monde juniors          | Eugene      | qual.    | 1,79 m |
| 2015 | Championnats d'Amérique du Sud         | Lima        | 1re      | 1,82 m |
| 2015 | Championnats d'Amérique du Sud juniors | Cuenca      | 1re      | 1,86 m |
| 2015 | Jeux panaméricains                     | Toronto     | 11e      | 1,80 m |
| 2015 | Jeux panaméricains juniors             | Edmonton    | 3e       | 1,80 m |

## Records
| Épreuve         | Épreuve   | Performance | Lieu   | Date           |
| --------------- | --------- | ----------- | ------ | -------------- |
| Saut en hauteur | Plein air | 1,86 m      | Cuenca | 29 mai 2015    |
| Saut en hauteur | En salle  | 1,80 m      | Spała  | 6 février 2016 |